# Le Dindon de la farce
Pour plus de détails, voir Fiche technique et Distribution.
Le Dindon de la farce (Lucky Stiff) est un film américain réalisé par Anthony Perkins et sorti en 1990.

## Synopsis
Ron Davis, un très gentil garçon, est célibataire malgré ses nombreuses tentatives pour inviter des filles à sortir avec lui. Mais ses 150 kilos sur la balance sont sans doute un handicap de poids. Plaqué le jour de son mariage, dépité, il commence à se résigner à accepter sa vie de vieux garçon lorsqu'une fille superbe dénommée Cynthia se met à lui faire les yeux doux, allant même jusqu'à l'inviter au repas de Noël. Il va très vite déchanter en se rendant compte qu'il est prévu qu'il en soit le plat principal !

## Fiche technique
- Titre original : Lucky Stiff
- Titre français : Le Dindon de la farce
- Réalisation : Anthony Perkins
- Scénario : Pat Proft
- Photographie : Jacques Haitkin
- Montage : Michael N. Knue
- Musique : Michael Tavera
- Pays d'origine :  États-Unis
- Langue : Anglais
- Format : Technicolor Son : Dolby, Projection : 1.85 : 1, Production : 35mm
- Genre : Comédie
- Durée : 88 minutes
- Date de sortie :  7 novembre 1988,  21 février 1990

## Distribution
- Joe Alaskey : Ron Douglas
- Donna Dixon : Cynthia Mitchell
- Jeff Kober : Ike
- Fran Ryan : Ma
- William Morgan Sheppard : Pa
- Leigh McCloskey : Eric West
- Elizabeth Arlen : Arlene
- Lin Shaye : Bratty kid's mom
- Bill Quinn : Emmet Kassler